# غاستون باور
غاستون باور (بالفرنسية: Gaston Bauer)‏ هو لاعب كرة قدم لوكسمبورغي، ولد في 31 يناير 1936، وتوفي في 9 أبريل 1994.